# سوزی آندرسن
سوزی آندرسن (ایتالیایی: Susy Andersen؛ زادهٔ ۲۰ آوریل ۱۹۴۰) بازیگر اهل ایتالیا است.
از فیلم‌ها یا برنامه‌های تلویزیونی که وی در آن نقش داشته‌است، می‌توان به بی‌غیرت ارجمند و سه چهره ترس اشاره کرد.